# بيل دنيس
بيل دنيس (بالإنجليزية: Bill Dennis)‏ هو مهندس أمريكي، ولد في 9 ديسمبر 1935 في لاس فيغاس في الولايات المتحدة.